# Кочемасов, Станислав Григорьевич
Кочемасов Станислав Григорьевич (25 июля 1934 года, Тула — 3 декабря 2003 года, Москва) — советский и российский военачальник, генерал-полковник (1988). Доктор военных наук (1996).

## Биография
Окончил среднюю школу в 1952 году. В Вооружённых Силах СССР с августа 1952 года. Окончил Ачинское военное авиационно-техническое училище Дальней авиации (1954). С января 1955 года служил в Военно-воздушных силах — техник по учёту и планированию, с января 1956 — техник авиационной группы по регламентным работам и ремонту силовых установок 1096-го отдельного бомбардировочного авиационного полка 201-й тяжелой бомбардировочной авиационной дивизии Дальней авиации. В том же 1956 году его направили на переучивание для службы в ракетных войсках.
В 1961 году окончил Харьковское высшее авиационно-инженерное военное училище. После окончания училища проходил службу в Ракетных войсках стратегического назначения: в 41-й гвардейской ракетной дивизии (Алейск) был начальником расчёта, с ноября 1961 — заместителем начальника группы, с января 1963 — начальником группы ракетного полка. В 1962 году принимал участие во 2-м наборе космонавтов Центра подготовки космонавтов ВВС, но в отряд космонавтов зачислен не был. С апреля 1963 года служил в 39-й гвардейской ракетной дивизии (Пашино, Новосибирская область) — старший помощник начальника отделения боевой готовности и боевой подготовки ракетной дивизии, с ноября 1966 — начальник штаба ракетного полка, с февраля 1968 — заместитель командира ракетного полка по боевому управлению в 14-й ракетной дивизии.
Окончил командный факультет Военной академии имени Ф. Э. Дзержинского в 1970 году. С июля 1970 года командир 225-го ракетного полка, с августа 1971 — заместитель командира 59-й ракетной дивизии (Карталы, Челябинская область). С 19.04.1973 по 30.08.1976 года — командир 14-й Йошкар-Олинской ракетной дивизии. Вывел дивизию в число лучших по РВСН.
Окончил Военную академию Генерального штаба Вооружённых сил СССР имени К. Е. Ворошилова в 1978 году. С августа 1978 года — первый заместитель командующего и с 21.04.1980 по 12.06.1984 года — командующий 33-й Омской ракетной армией. Внёс большой вклад в формирование и постановку на боевое дежурство Барнаульской дивизии. С 1981 года начали заступать на боевое дежурство ракетные полки в Новосибирской дивизии.
В июне 1984 года назначается начальником 2-го управления, в апреле 1985 — начальником 3-го управления Главного оперативного управления Генерального штаба Вооружённых Сил СССР — заместителем начальника Главного оперативного управления Генерального штаба.
С июля 1987 года до 3 сентября 1994 года — начальник Главного штаба Ракетных войск стратегического назначения (переназначен на эту должность приказом Министра обороны Российской Федерации от 30 сентября 1992 года). Много внимания уделял совершенствованию системы боевого дежурства, оснащению командных пунктов автоматизированной системой боевого управления, разработке и внедрению принципов боевого применения мобильных ракетных комплексов и подвижных пунктов управления ими. Первый из начальников Главного штаба РВСН, который был тесно связан с военной наукой. Он лично руководил исследованиями, активно участвовал в военно-научных конференциях в войсках, организовывал и лично проводил методические советы Ракетных войск. Член Военного совета РВСН с 17.07.1987 по 6.11.1994 года.
С сентября 1994 года в отставке по достижении предельного возраста. Работал научным сотрудником в Экологическом центре Министерства обороны Российской Федерации.
Кандидат наук (тема — охрана и оборона подвижных пусковых установок «Тополь», БЖРК с использованием современных технических средств охраны). Доктор военных наук (1994, тема — концепция развития РВСН до 2015 года, эта концепция была реализована). Действительный член Академии военных наук (1996).
Был членом КПСС с 1959 по 1991 годы.
Жил в Москве. Скончался 3 декабря 2003 года. Похоронен на Троекуровском кладбище.

## Награды
- орден Октябрьской Революции (1985)
- орден Красного Знамени (1990)
- орден Красной Звезды (1975)
- медали

## Воинские звания
- Техник-лейтенант (04.10.1954)
- Старший техник-лейтенант (18.02.1958)
- Инженер-капитан (07.07.1961)
- Инженер-майор (06.08.1965)
- Инженер-подполковник (06.09.1969)
- Подполковник (07.03.1973)
- Полковник (19.04.1973)
- Генерал-майор (13.02.1976)
- Генерал-лейтенант (01.11.1980)
- Генерал-полковник (16.02.1988)